# Expédition d'Abu Musa Al-Ashari
L'expédition d'Abu Musa Al-Ashari, se déroula en janvier 630 AD o 8AH, 10e mois, du calendrier islamique, à Autas.
Après la bataille de Hunayn il fut demandé à Abu Amir de pourchasser les ennemis qui s’échappaient, celui-ci fut tué au cours de l’expédition, son neveu Abu Musa poursuivit les tueurs, les tue et captura les autres.